# Josip Sebečić
Josip Sebečić (Volavje kod Jastrebarskog, 24. veljače 1875. – Sarajevo, 9. srpnja 1933.) je hrvatski sakupljač narodnoga blaga i pisac iz BiH.
Gimnaziju je završio u Zagrebu, Učiteljsku školu u Sarajevu. U Bosni i Hercegovini službovao kao učitelj u raznim mjestima. 
Djela: Cvijeće iz narodne bašče (1901.), Poučne i zabavne priče islamskoj i katoličkoj mladeži (1907.), Tri pripovijesti iz muslimanskog života (1908.), Očinski savjeti hrvatskom narodu (1909.). 